# Stairway to Escher
Stairway to Escher è il primo e unico album in studio del gruppo musicale italiano Bauhaus, pubblicato nel 2003.

## Descrizione
Il titolo è dedicato all’artista Maurits Cornelis Escher, grafico olandese vissuto tra il 1898 ed il 1972.
Registrato nel 1974 e rimasto inedito fino al 2003, il disco contiene 7 brani di genere fusion, alternati ad un accompagnamento sperimentale. La copertina di Stairway to Escher rappresenta una struttura con tratti simili al disegno di Escher.

## Tracce
1. The Lonious Gropious – 3:28
2. Modulor – 5:54
3. Bijoux – 9:46
4. Section Aurea – 4:35
5. Stairway to Escher – 5:24
6. Ri-Fusion – 7:51
7. Tipi di topoi – 10:00

Durata totale: 46:58

## Formazione
- Luigi Calabrò - chitarra
- Claudio Giusti - sax
- Rino Sangiorgio - batteria
- Paolo Damiani - basso
- Alberto Festa - tastiera